# Erica (игра)
Erica (с англ. — «Эрика») — интерактивная компьютерная игра в жанре триллера, разработанная британской компанией Flavourworks и изданная Sony Interactive Entertainment. Выход игры состоялся 19 августа 2019 года на PlayStation 4. Также поддерживается система PlayLink, позволяющая играть при помощи смартфона. Игра сочетает в себе полнометражный фильм с игрой реальных актёров и геймплей, дающий возможность игроку выбирать конкретные решения в диалогах и действиях. Некоторые из этих решений будут напрямую влиять на ход повествования. В 2021 году игра была портирована на iOS и Windows.
Сюжет игры разворачивается вокруг молодой девушки по имени Эрика, которую преследуют кошмары из прошлого об убийстве её отца. Внезапно травматические события вновь напоминают о себе из-за новых убийств, имеющих одинаковый почерк. В попытках добраться до истины Эрика откроет для себя самые разнообразные тайны о причинах преступлений. Но именно от действий игрока зависит — откроет ли героиня настоящую правду.

## Игровой процесс
Игра представляет собой интерактивный фильм с живыми актёрами, которые не воссозданы в цифровом графическом формате. Игрок управляет действиями главной героини Эрики, выбирая различные решения в происходящих на экране диалогах или конкретных действиях. Выбирая варианты, игрок смотрит продолжение фильма в соответствии со своим выбором. По словам разработчиков, во время просмотра полнометражного фильма игроки получают возможность сформировать свой собственный путь в сюжете и решить для себя, в какие события на экране нужно верить.

## Актёры
| Актёр           | Роль                           |
| --------------- | ------------------------------ |
| Холли Эрл       | Эрика Мэйсон                   |
| Дункан Кэйси    | cержант Дункан Блейк           |
| Теренс Мейнард  | Люсьен Флауэрс                 |
| Накеба Бьюкэнэн | Миа Грин                       |
| Челси Эдж       | Тоби Нейман                    |
| Луиз Бангей     | доктор Роза Баллард            |
| Элейн Феллоуз   | Кирсти                         |
| Саша Фрост      | Ханна Кэй                      |
| Брайн Ф. Малвей | Питер Мэйсон отец Эрики        |
| Поппи Парчес    | Эрика в детстве                |
| Джорг Стэдлер   | Карл Стейнбек                  |
| Йен Пири        | главный инспектор Дэвид Колкер |
| Оана Питикэр    | Алоди Мэйсон мама Эрики        |
| Дэн Стайлз      | санитар                        |

## Разработка
30 октября 2017 года на игровой выставке Paris Games Week студией Flavourworks для PlayStation 4 была анонсирована интерактивная игра Erica. Разработчики рассказали, что будущая игра также будет поддерживать мобильный сервис PlayLink, позволяющий играть в неё при помощи смартфона. Роль Эрики была отдана актрисе Софи Дель Пиццо. После этого об игре не было слышно довольно продолжительное время.
7 июня 2019 года Австралийский Департамент коммуникации и искусства присудил Erica рейтинг «15+» (лицам старше 15-ти лет), тем самым подтвердив, что игра скоро должна получить конкретную дату выхода. 1 июля 2019 года сайт Gamereactor, посвящённый компьютерным играм, взял интервью у креативного директора игры Джека Эттриджа. По его словам, об Erica не было слышно долгое время из-за большой работы над ней. «Мы уже проделали много работы, были вещи, которые, как мы думали, могли бы улучшить; были вещи, которые, по нашему мнению, не работали, и одной из таких вещей был сюжет»,- говорил в интервью креативный директор. По словам Эттриджа, разработчики переписывали сюжет, пытаясь найти то, что будет неотъемлемой частью интерактивной истории.
19 августа 2019 года на международной выставке компьютерных игр Gamescom разработчики из Flavourworks сообщили, что игра Erica уже доступна для покупки. Также стало известно, что главную роль в игре исполнила уже другая актриса — Холли Эрл.

## Отзывы
| Сводный рейтинг    | Сводный рейтинг          |
| Агрегатор          | Оценка                   |
| ------------------ | ------------------------ |
| GameRankings       | 73,44 %                  |
| Metacritic         | (PS4) 69/100 (PC) 78/100 |
| Иноязычные издания |                          |
| Издание            | Оценка                   |
| GameSpot           | 8/10                     |

Erica получила в основном положительные отзывы критиков. На сайте-агрегаторе оценок Metacritic средний балл игры на всех платформах составляет 74 балла из 100.